# Stephanus Francois Kotzé
Stephanus François Kotzé, né le 17 mai 1922 à Piketberg et décédé le 21 mai 2005 au Cap en Afrique du Sud, est un homme politique sud-africain, membre du parti national, membre du parlement pour Parow (1958-1984) et ministre du développement communautaire (1980-1984) et des services d'aide publique (1980-1981) dans les gouvernements de Pieter Botha.

## Biographie
S.F. Kotzé, plus couramment désigné sous son surnom de Pen Kotzé, nait le 17 mai 1922 dans la ferme familiale située à Melkbosfontein près de Piketberg.
Il suit par correspondance des études supérieures en sciences sociales entame une carrière politique en 1946 au sein de l'appareil administratif du parti national pour la région de la péninsule du Cap.
En 1947 - le jour de son anniversaire - il se marie à Anna Hendrina Stassen avec qui il a 4 enfants (Gerhard, Hennie, François et Annerie).
En 1954, il est élu membre du conseil provincial du Cap pour la circonscription de Bellville-Parow .
En 1958, il est élu député de la circonscription de Parow et est vice-président du groupe parlementaire du parti national de 1974 à 1978. Il est alors considéré comme un conservateur au sein du parti national.
En novembre 1978, Kotzé entre au gouvernement de Pieter Botha comme ministre adjoint puis en octobre 1980 devient ministre du Développement communautaire (1980-1984) et des services d'assistance publique (1980-1981). En tant que ministre du développement communautaire, il est chargé de la gestion des populations coloureds et indiennes d'Afrique du Sud et entretient les relations avec leurs conseils représentatifs respectifs (abolis en 1984).
En 1984, après l'entrée en vigueur de la nouvelle constitution sud-africaine instituant un parlement tricaméral, Pen Kotzé entre au conseil présidentiel au côté de Piet Koornhof.
Il se retire de toute vie publique en 1989.
Atteint d'un cancer contre lequel il lutte durant de nombreuses années, Pen Kotzé est mort à l'âge de 83 ans au Cap le 21 mai 2005.